# Hyposidra lactemaculata
Hyposidra lactemaculata är en fjärilsart som beskrevs av W. Warren 1898. Hyposidra lactemaculata ingår i släktet Hyposidra och familjen mätare. Inga underarter finns listade i Catalogue of Life.